# Grafheuvel van Krakus

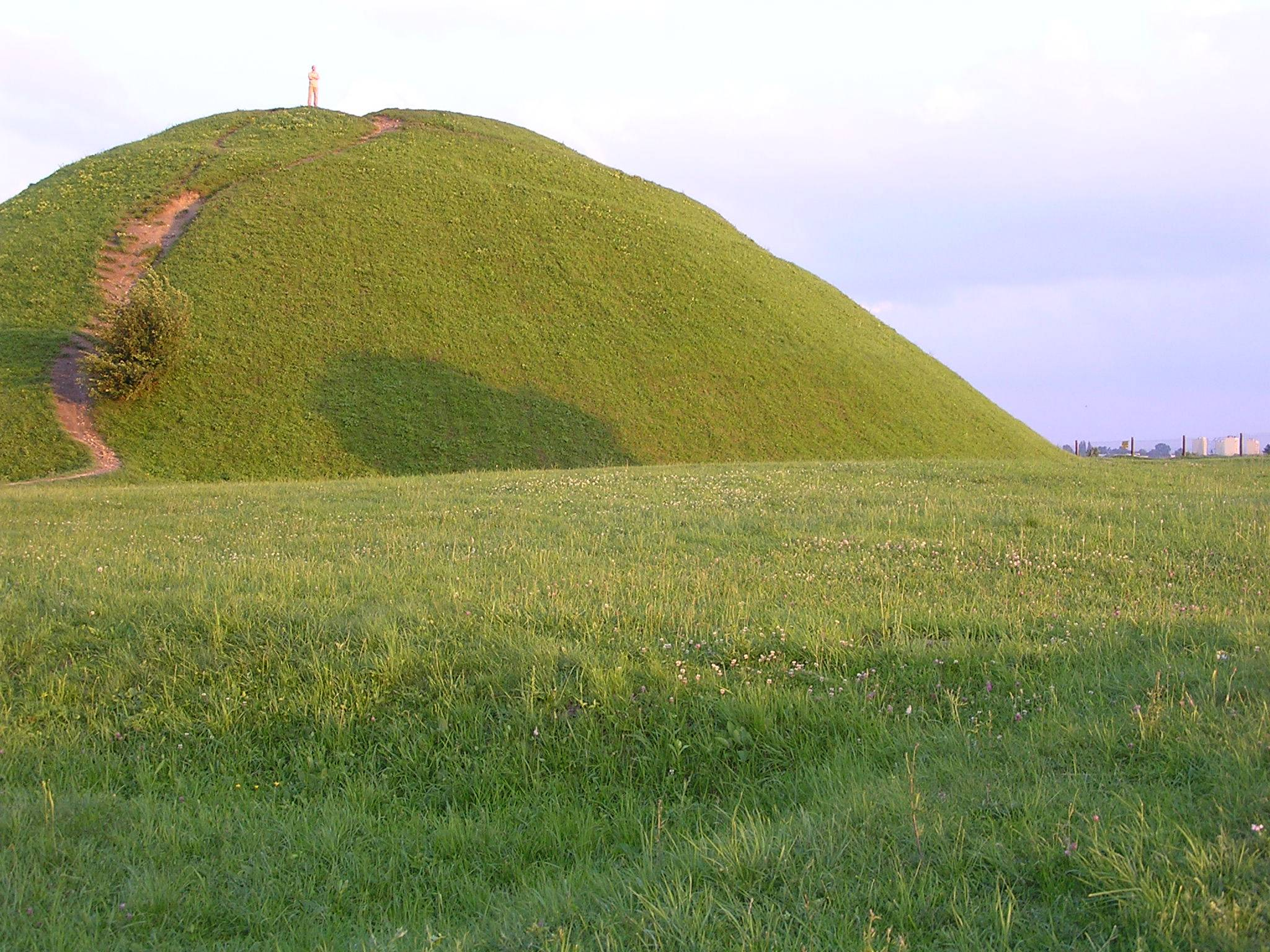
Grafheuvel van Krakus

De Grafheuvel van Krakus (Pools: Kopiec Krakusa) is een tumulus gelegen in het district Podgórze van Krakau in Polen. Er wordt aangenomen dat het de laatste rustplaats is van de legendarische prins Krakus. Het is gelegen op heuvel Lasota op circa 3 kilometer ten zuiden van het centrum van de stad. De tumulus ligt op een hoogte van 271 meter, heeft een diameter van 60 meter aan de voet en een hoogte van 16 meter.

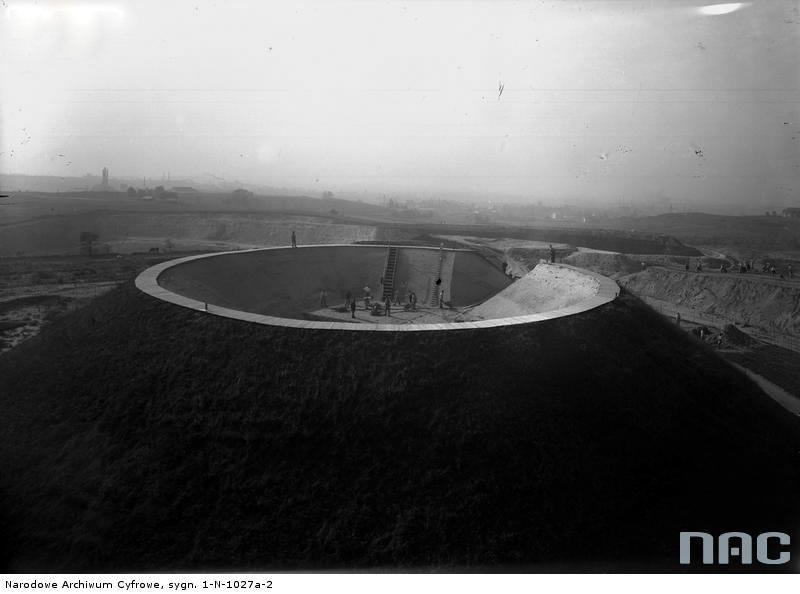
Opgravingen in 1933

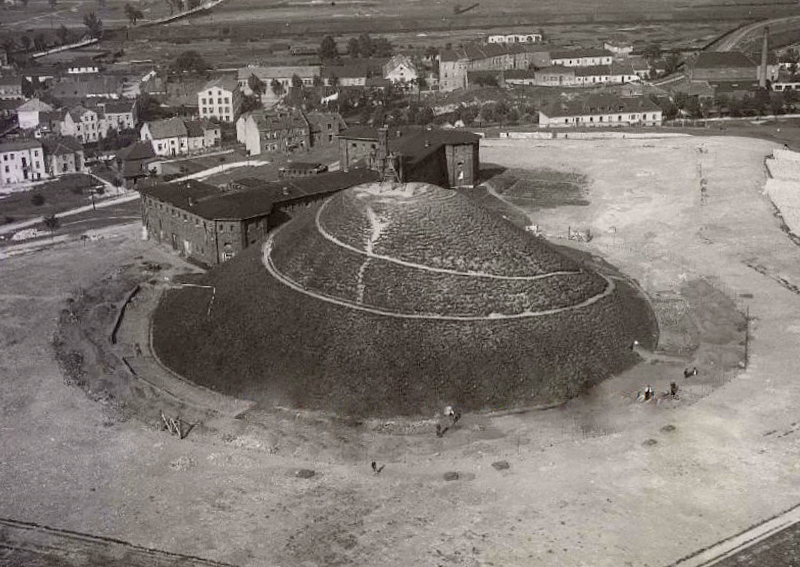
Opgraving in 1932

De ouderdom en het oorspronkelijke doel van de heuvel blijven een mysterie. Uit opgravingen die gedaan werden in het midden van de jaren 1930 bleek dat de heuvel een massief houten kern heeft bedekt door aarde en turf. 
Sommige artefacten die in de heuvel werden gevonden dateren uit de periode van de 8e tot 10e eeuw, maar er werden geen menselijke resten aangetroffen. Volgens een andere hypothese is de heuvel van Keltische oorsprong en dateert ze uit de 2e-1e eeuw v. Chr.

## Volksfeest
Al vele jaren tot medio jaren 1830 werd er jaarlijks een volksfeest, Rękawka, gehouden op de eerste dinsdag na Pasen op de hellingen van de tumulus.

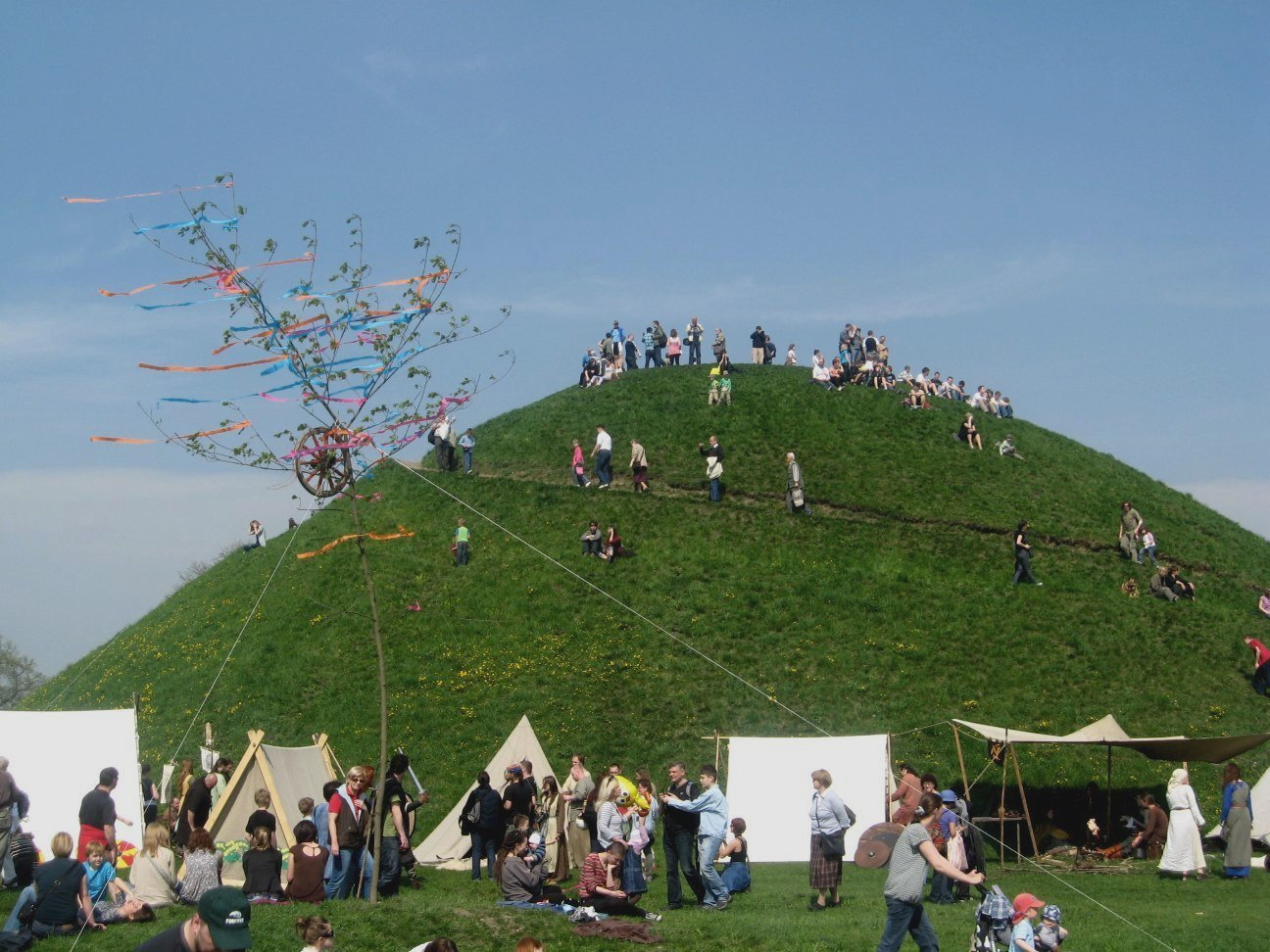
Rękawka
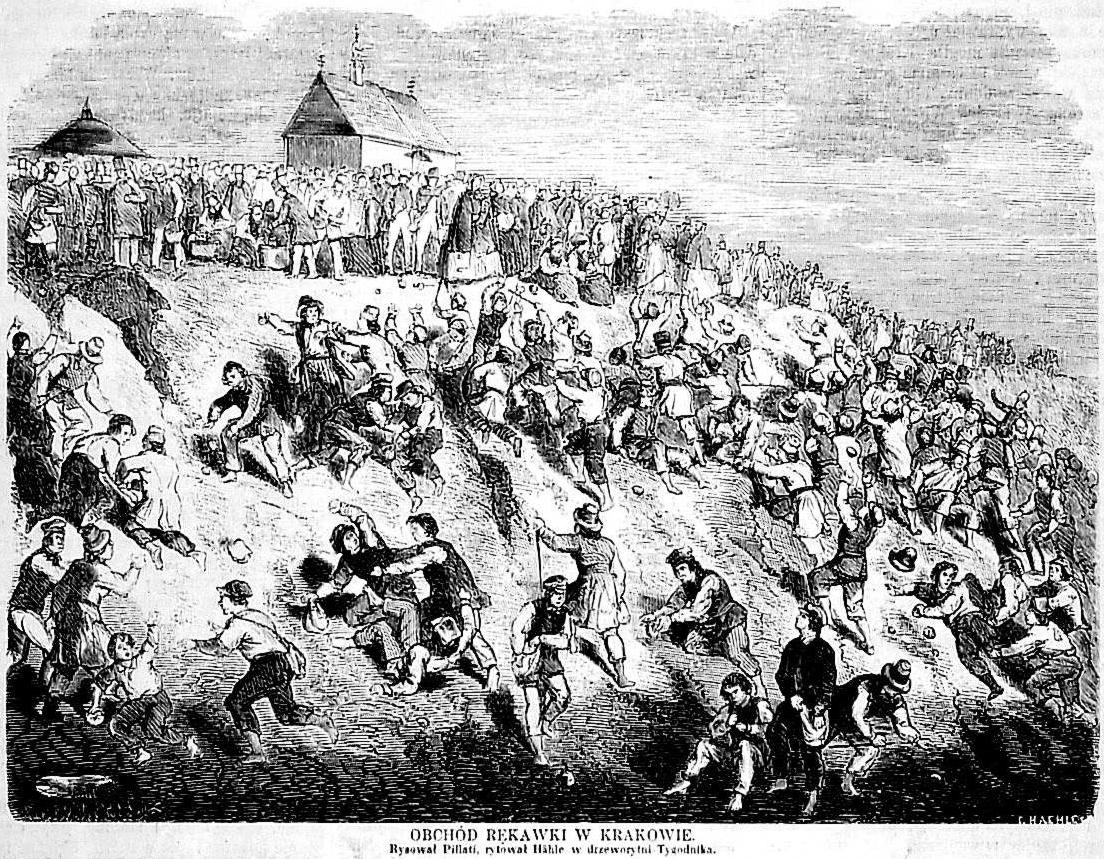
Rękawka, 1860